# إكس إف إس
أكس أف أس (بالإنجليزية:  XFS)‏ هو نظام ملفات مزود بقيد حوادث من فئة 64 بت عالي الأداء، جاء من نسخة سيليكون جرافيكس من يونكس، والتي أطلق عليها Irix. قدمت لأول مرة عام 1994 مع Irix 5.3، وقد تم تصميمه من أجل السرعة والموثوقية، كما كسب العديد من اختبارات مقارنة السرعة. كان نظام ملفات 64-بت بحد أقصى يبلغ 8 إكسابايت. كان يستخدم خاصية التوسعات ويحوي العديد من الميزات مثل تحسينه تعدد المهام، حيث يمكن لعدة مهام أن تنفذ على نفس نظام الملفات في وقت واحد. أفرج عام 2000 عن الشفرة المصدرية لنظام XFS تحت رخصة GNU العامة، وتم إضافة هذا النظام للعديد من توزيعات لينكس.